# Vermoim (Maia)
Vermoim é uma localidade portuguesa do Município da Maia que foi sede da extinta Freguesia de Vermoim, freguesia que tinha 4,21 km² de área e 15 764 habitantes (2011), e, por isso, uma densidade populacional de 3 744,4 hab/km².
A Freguesia de Vermoim foi extinta em 2013, no âmbito de uma reforma administrativa nacional, para, em conjunto com as Freguesias de Maia e Gueifães, formar uma nova freguesia denominada Cidade da Maia.

Vermoim integra a cidade da Maia em conjunto com as localidades da Maia e Gueifães. 

## População
| População da freguesia de Vermoim | População da freguesia de Vermoim | População da freguesia de Vermoim | População da freguesia de Vermoim | População da freguesia de Vermoim | População da freguesia de Vermoim | População da freguesia de Vermoim | População da freguesia de Vermoim | População da freguesia de Vermoim | População da freguesia de Vermoim | População da freguesia de Vermoim | População da freguesia de Vermoim | População da freguesia de Vermoim | População da freguesia de Vermoim | População da freguesia de Vermoim |
| --------------------------------- | --------------------------------- | --------------------------------- | --------------------------------- | --------------------------------- | --------------------------------- | --------------------------------- | --------------------------------- | --------------------------------- | --------------------------------- | --------------------------------- | --------------------------------- | --------------------------------- | --------------------------------- | --------------------------------- |
| 1864                              | 1878                              | 1890                              | 1900                              | 1911                              | 1920                              | 1930                              | 1940                              | 1950                              | 1960                              | 1970                              | 1981                              | 1991                              | 2001                              | 2011                              |
| 734                               | 787                               | 983                               | 1 053                             | 1 356                             | 1 582                             | 1 788                             | 2 068                             | 2 429                             | 2 782                             | 3 531                             | 6 353                             | 9 230                             | 14 277                            | 15 764                            |

| Distribuição da População por Grupos Etários | Distribuição da População por Grupos Etários | Distribuição da População por Grupos Etários | Distribuição da População por Grupos Etários | Distribuição da População por Grupos Etários | Distribuição da População por Grupos Etários | Distribuição da População por Grupos Etários | Distribuição da População por Grupos Etários | Distribuição da População por Grupos Etários | Distribuição da População por Grupos Etários |
| -------------------------------------------- | -------------------------------------------- | -------------------------------------------- | -------------------------------------------- | -------------------------------------------- | -------------------------------------------- | -------------------------------------------- | -------------------------------------------- | -------------------------------------------- | -------------------------------------------- |
| Ano                                          | 0-14 Anos                                    | 15-24 Anos                                   | 25-64 Anos                                   | > 65 Anos                                    |                                              | 0-14 Anos                                    | 15-24 Anos                                   | 25-64 Anos                                   | > 65 Anos                                    |
| 2001                                         | 2 619                                        | 2 056                                        | 8 472                                        | 1 130                                        |                                              | 18,3%                                        | 14,4%                                        | 59,3%                                        | 7,9%                                         |
| 2011                                         | 2 672                                        | 1 665                                        | 9 573                                        | 1 854                                        |                                              | 17,0%                                        | 10,6%                                        | 60,7%                                        | 11,8%                                        |

## Festas
- São Brás
- Nossa Senhora da Caridade
- São Romão (?)

## História
Ao tempo do Império Romano, uma das mais importantes vias do noroeste peninsular, a que ligava Cale (Porto) a Bracara Augusta (Braga), descrita no Itinerário Antonino, cruzava o actual território de Vermoim, no que é hoje o Lugar da Pinta, aí não subsistindo, porém, quaisquer vestígios.
Segundo Américo Costa, no Lugar da Agra da Portela apareceram sepulturas de uma necrópole luso-romana.
A primeira referência documental que se conhece a Vermoim, enquanto tal, consta da doação testamentária que em 30 de Outubro de 1014, pela qual Ermengro, viúva de Roderico Gundesindi, deixa diversos bens que possuía em Sevilhães (Gondomar) - vila Sunillanes ao Mosteiro de São Romão de Vermoim, a Dona Unisco Mendes, viúva de Trutesindo Oseredes e a seu filho Oseredo Trutesendes, bem como aos monges e freiras que consigo viviam no referido mosteiro.
Dúvidas não existem que por esse tempo existiria um Mosteiro em Vermoim e que a villa Vermudi é a actual Vermoim da Maia, pois o referido documento é eloquente quando ao seu nome e localização junto à Ribeira de Avioso, afluente do rio Leça - "asciterium prenominato Vermudi et reliquias loci ejus, vocabulo Sancti Romani, et omne ejus baselica fundata est in ipsa villa, suburbio Portugal, prope rivulo Leza et discurrente arrugio Avenoso".
A existência do Mosteiro de Vermoim, de que hoje não restam sinais, é posteriormente referenciada em sentença de 30 de Dezembro de 1016. Tendo Oseredo Trutesendes, em seu nome e em representação dos monges e freiras dos Mosteiros de Leça e de Vermoim, litigado com Flaviano, representado por Ranimiro, a posse de uma herdade em Pedrouços, foi judicialmente decidido, ouvidas testemunhas, que aquela propriedade era pertença dos referidos Mosteiros.
Em 4 de Dezembro de 1027, D. Unisco e o filho Oseredo Trutesendes doam em testamento os mosteiros de Leça e de Vermoim ao Mosteiro da Vacariça. Por essa doação, Dona Unisco e o filho, padroeiros dos Mosteiros de São Salvador de Leça do Balio e de São Romão de Vermoim (acisterium pronominatum Vermudi e relíquias loci ejus vocábulo Sancti Romani), entregaram aqueles cenóbios a Tudeildus, acompanhada de várias herdades que possuíam na vila de Vermoim  - as herdades de Savarigo e de sua mulher, Gederili, a de sua irmã Ausinda, a de Cordoves e de seu filho Quella, a de Ordonio Teodemiriz e as demais que constem dos seus títulos e inventários - e as de Sunilanes (Sevilhães) e Cornatu (Coronado), incluindo esta a sua igreja e todas as suas pertenças.
Em 13 de Agosto de 1040, os herdeiros de D. Unisco Mendes, após longo processo litigioso, e mediante sentença judicial, reconheceram ao Mosteiro da Vacariça a posse dos Mosteiros de Leça e de Vermoim.
Em 21 de Setembro de 1045, Tudeildus, abade do Mosteiro da Vacariça, doou em testamento a frei Flórido e a outros clérigos os Mosteiros de Leça, Anta (Espinho), a villa de Custóias, as salinas da foz do Leça e metade do Mosteiro de Vermoim.
Nas Inquirições de D. Afonso III, em 1258, Vermoim aparece designada como Ville Vermuy Madie e aí é registada a existência de 23 casais (explorações agrícolas). Aí não entrava o mordomo do Rei, porque todos os casais eram honras ou coutos, isto é, eram de propriedade particular ou da Igreja e ou de Ricos-Homens, privilégio apenas quebrado na reserva real de 3 calúnias: o furto, o rausso (rapto) e o homicídio. Dentro da Vila, a Coroa só possuía, como património, duas leiras: a de Eiró (Hereho) e a de Revoredo.
O actual topónimo Vermoim tem a sua origem etimológica no nome próprio, de origem germânica, Vermudus (Vermudo ou Bermudo), bastante comum na Idade Média peninsular. Por corruptela do seu diminutivo – Vermudinus – transformou-se no actual vocábulo Vermoim. Como era comum ao tempo, a terra terá tomado o nome do seu senhor, chamado Vermudo.
Pelo menos por altura das Inquirições Afonsinas, o território de Vermoim era mais alargado do que os actuais 4 km², englobando também a Villa de São Martinho de Vermoim (Inquisitio Ville que vocatur Sanctus Martinus de Vermuy et parrochianorum Ecclesie ejusdem loci), apenas muito mais tarde baptizada de São Martinho de Barca, que corresponde actualmente à vizinha freguesia maiata de Barca.
Um dos naturais de Vermoim, Domingos Jorge, foi beatificado em 7 de Julho de 1867, pelo Papa Pio XII, pelo seu martírio e morte em Nagasaki, no século XVII, na sequência da perseguição japonesa aos cristãos.
Segundo Pinho Leal, em 1758 a freguesia tinha 102 fogos e o seu padroado pertencia à Mitra do Porto e ao Papa, que apresentavam alternativamente o abade, com 300 mil reis de renda anual.
A Igreja de São Romão de Vermoim, que substituiu o templo anterior, mais modesto, foi inaugurada e benzida em 21 de Outubro de 1888. Fronteiro ao adro da Igreja, encontra-se um notável freixo multicentenário, cuja memória da sua existência acompanha a história da freguesia. O seu tronco mede cerca de 4 metros de perímetro.
Em finais do século XIX, a freguesia era composta pelos lugares de Aldeia do Monte, Almorode, Azenha, Carvalhal, Cavaco, Cavadas, Currais, Igreja, Outeiro, Picoto, Pinta, Pousão, Quinta da Moita, Quinta Nova, Real, Requeixo, Soutim, Souto, Talho, Varge, Voltinha, Xisto, Lages, Cegonheira, Mogos, Cabreira, Gestalinho e Vila Verde, estes 3 últimos ainda reminiscências da Vila de São Martinho de Vermoim, hoje integrados na freguesia vizinha de Barca.
Américo Costa refere, ainda na obra citada, o costume do Abade de Vermoim ir, em cada 17 de Agosto, à Igreja de São Mamede de Coronado, em cuja cadeira paroquial se sentava de sobrepeliz e estola, para receber do pároco local 7 varas de linho, ao ofertório da missa.
Durante o Séc. XIX e durante a primeira metade do século XX, desenvolveu-se enormemente em Vermoim uma indústria artesanal de feitura de tamancos, em oficinas familiares que, a par da agricultura, ocupava a maioria da mão-de-obra masculina da freguesia – os tamanqueiros de Vermoim. Actualmente, o único vestígio dessa indústria é a escultura que homenageia aquela profissão, no Largo do Outeiro.
Em meados do século XX foi instalada na freguesia uma subestação transformadora de energia eléctrica, para onde são encaminhadas e se concentram as linhas de alta tensão originárias das barragens hidroeléctricas do Norte do país. Nessa subestação está hoje instalada toda a logística que controla a totalidade da rede eléctrica nacional.
Em 3 de Julho de 1986, a Assembleia da República elevou a Maia a cidade, com o seu perímetro urbano composto pelas freguesias de Vermoim, Gueifães e Maia.
Actualmente, a actividade económica de Vermoim é predominantemente terciária e industrial, concentrando-se na freguesia das mais importantes infra-estruturas desportivas do município da Maia.
Actualmente faz parte integrante da cidade da Maia.